# Port lotniczy Kuala Lumpur-Sułtan Abdul Aziz Shah
Port lotniczy Kuala Lumpur-Sułtan Abdul Aziz Szach (znany również jako port lotniczy Subang) (IATA: SZB, IATA: WMSA) – port lotniczy położony w Subang, w Malezji. Jest portem lotniczym obsługijącym tanie linie lotnicze. Przed 1998, kiedy otwarto nowy port lotniczy w Sepang był głównym portem lotniczym obsługującym Kuala Lumpur.